# Борнхольм (коммуна)
Борнхольм (дат. Bornholms Regionskommune) — датская коммуна в составе области Ховедстаден. 
Занимает остров Борнхольм в Балтийском море (острова Эртхольмен (Кристиансё), расположенные неподалёку, не входят ни в коммуну Борнхольм, ни в какую другую коммуну).
Площадь — 588,15 км², что составляет 1,36 % от площади Дании без Гренландии и Фарерских островов. Численность населения на 1 января 2008 года — 42817 чел. (мужчины — 21080, женщины — 21737; иностранные граждане — 1268).

## Достопримечательности
- Водонапорная башня Сванеке